# 浦后站
浦后站位于福建省福州市闽清县雄江镇，建于1959年。距来舟站114公里，距福州站80公里。现为五等站。客运办理旅客乘降，不办理行李包裹托运；货运办理整车货物发到。